# Giorgos Chondros
Giorgos Chondros (* 1958 in Mesochora) ist ein griechischer Ethnologe und Politiker (Syriza). Er war umweltpolitischer Sprecher seiner Partei und vertritt seit 2015 deren Position zur griechischen Staatsschuldenkrise gegenüber deutschsprachigen Medien.

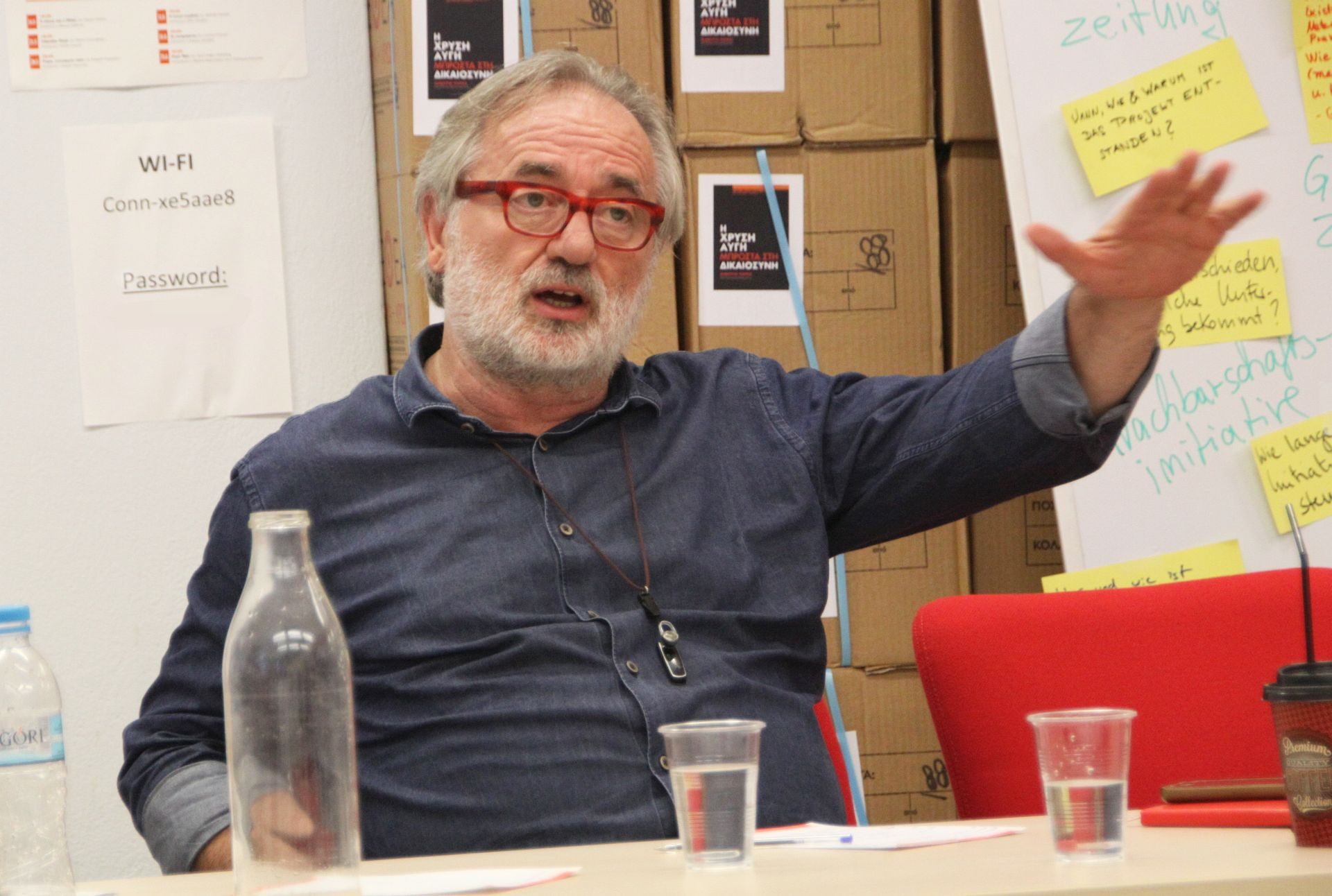
Giorgos Chondros

## Leben

### Studium und Beruf
Chondros studierte nach dem Abitur von 1977 bis 1985 Ethnologie in Wien und schloss dieses mit Diplom ab. Danach war er beruflich in der Tourismusbranche in Österreich und Griechenland tätig.

### Politik
Während des Studiums betätigte sich Chondros aktiv in der Studenten- und Umweltbewegung. So beteiligte er sich unter anderem an den Protesten gegen die sich damals in Planung befindliche Startbahn West in Frankfurt sowie an den Kundgebungen gegen den von der Österreichische Donaukraftwerke AG geplanten Staudamm von Hainburg. Von 1976 bis 1989 war er Mitglied der Kommunistischen Partei Griechenlands.
Danach schloss er sich der 1992 gegründeten und inzwischen in Syriza aufgegangen griechischen  Koalition der Linken, der Bewegungen und der Ökologie an. Dort wurde er Mitglied des Zentralkomitees und engagierte sich für die Parteiziele Ökologie, Feminismus und Pazifismus. Ebenso trat er als Globalisierungsgegner unter anderem in Paris, Prag, Genua und zuletzt bei den Blockupy-Protesten in Frankfurt am Main in Erscheinung. Parallel hierzu engagierte und engagiert sich Chondros auf den Veranstaltungen des Europäischen Sozialforums sowie des Weltsozialforums.
2010 wurde Chondros zum Bürgermeister seines Heimatortes Mesochora gewählt und führte in dieser Funktion seinen schon Jahre zuvor begonnenen Kampf gegen eines der größten Bauprojekte Griechenlands, den Mesochora-Stausee, fort. Für diesen wäre der Acheloos umgeleitet worden und hätte Mesochora überflutet. Kurz vor dem Ende von Chondros' Amtszeit im Jahr 2014 wurde das Projekt aufgegeben.
Aufgrund seiner während des Studiums erworbenen Deutschkenntnisse wurde Chondros 2015 als Botschafter in einer Art „Charmeoffensive“ für seine Partei in Deutschland und Österreich tätig. Dabei beteiligte er sich dort als Diskutant in Talkshows und äußerte sich in diesen zur griechischen Staatsschuldenkrise, deren Auswirkungen auf Griechenland und möglichen Lösungsansätzen. Hinzu kommt eine Reihe Interviews in Radiosendungen und Onlinemedien, die den gleichen Themenkomplex behandeln und in denen sich Chondros tagesaktuell zu den politischen Vorgängen in Griechenland äußert.
Im September 2015 veröffentlicht Chondros sein Buch Die Wahrheit über Griechenland, die Eurokrise und die Zukunft Europas: Der Propagandakrieg gegen Syriza, in dem er über die Verhandlungen Griechenlands mit der EU und der Troika berichtet, sowie über die seiner Meinung nach einseitige Berichterstattung über Griechenland, Syriza und der von ihr gebildeten griechischen Regierung.
Für die Wiener Gemeinderats- und Bezirksvertretungswahl von 2015 trat Chondros auf der Liste der von Piratenpartei Österreichs, KPÖ, EchtGrün und Unabhängigen getragenen Wahlallianz Wien anders an und begründete dies damit, dass „Wien [seine] zweite Heimat“ sei und der „Kampf gegen Privatisierungen, Sozialabbau und die Banken-Mafia ein internationaler Kampf sein muss“.
Auf dem 2. Parteikongress von Syriza im Oktober 2016 wurde Chondros erneut in das Zentralkomitee der Partei gewählt.

## Veröffentlichungen
- Die Wahrheit über Griechenland, die Eurokrise und die Zukunft Europas: Der Propagandakrieg gegen Syriza. Westend Verlag, 2015, ISBN 978-3-86489-115-1.